# Чжан Цзилинь
Чжан Цзили́нь (кит. упр. 张继林, пиньинь Zhāng Jìlín; род. 24 июня 1986, Харбин) — китайская шахматистка, гроссмейстер среди женщин (2007), международный арбитр ФИДЕ (2010).

## Биография
В 1996 году представляла Китай на юношеском чемпионате мира по шахматам среди девушек в возрастной группе U10, а с 2004 по 2006 год выступала на чемпионате мира по шахматам среди юниоров в возрастной группе U20. Первую норму гроссмейстера среди женщин выполнила в 2002 году в Бэйхай на индивидуальном чемпионате Китая по шахматам среди женщин. В 2005 году в Будапеште вместе с Петром Прохаской поделила второе место на международном турнире по швейцарской системе (победил Нгуен Нгок Чыонг Шон). В 2006 году выполнила две оставшийся нормы женского гроссмейстера на юниорском чемпионате мира по шахматам среди девушек в Ереване и на международном турнире «Singapore Masters International Open» в Сингапуре. В 2008 году Новокузнецке завоевала бронзовую медаль на чемпионате мира по шахматам среди студенток В 2008 году в Нальчике в первом туре проиграла Инне Гапоненко. В 2009 году заняла пятое место на индивидуальном чемпионате Азии по шахматам в филиппинском городе Субик-Бей.
Представляла Австралию на шахматной олимпиаде (2018).